# Rachid Tiberkanine
Rachid Tiberkanine (Anversa, 28 marzo 1985) è un ex calciatore belga naturalizzato marocchino, di ruolo centrocampista.

## Carriera

### Club
Durante la sua carriera ha giocato con varie squadre di club, tra cui il Levski Sofia, che nel 2009 lo cede in prestito al Dubai Club.

### Nazionale
Ha rappresentato selezioni minori delle nazionali belga e marocchina. Nel 2005 ha partecipato ai Mondiali Under-20.